# Per-Anton Lundström
Per-Anton Lundström (* 29. September 1977 in Umeå) ist ein schwedischer Eishockeyspieler, der zuletzt bis 2011 bei den Malmö Redhawks in der HockeyAllsvenskan unter Vertrag stand.

## Karriere
Der rechte Verteidiger begann seine Profi-Karriere in der vierten schwedischen Liga, der Division II, bei Tegs SK. Bereits nach einem Jahr wechselte er 1994 zum schwedischen Erstligisten MoDo Hockey. Dort spielte er zunächst für das Juniorenteam, ehe er in der Saison 1995/96 insgesamt 25-mal in der Elitserien zum Einsatz kam. Durch seine gezeigten Leistung in Örnsköldsvik wurden einige Scouts aus der National Hockey League auf den Linksschützen aufmerksam. Während des NHL Entry Draft 1996 sicherten sich die Verantwortlichen der Phoenix Coyotes die Rechte an Lundström und wählten ihn in der dritten Runde an insgesamt 62. Position aus.
Nach einer weiteren Saison bei MoDo wechselte er im Sommer 1997 zu IF Björklöven. Dort konnte der Defensivspieler in 90 absolvierten Ligaspielen 26 Punkte erzielen. Zur Saison 1999/00 entschied er sich für einen Wechsel und unterschrieb einen Vertrag bei AIK Ishockey, wo er sofort dem Stammkader angehörte. Schließlich wurde das Management der schwedischen Renommierklubs Djurgårdens IF auf ihn aufmerksam und unterbreitete ihm ein Vertragsangebot, welches er auch annahm. Lundström erhielt einen Einjahresvertrag, der nicht verlängert wurde.
Es folgte ein kurzes Intermezzo bei IF Björklöven, für die er bereits zwischen 1997 und 1999 aktiv war, ehe er sich während der Saison 2003/04 den Grizzly Adams Wolfsburg anschloss. Mit den Wolfsburger konnte er noch im gleichen Jahr in die Deutsche Eishockey Liga aufsteigen. In der anschließenden Spielzeit gelang es ihm mit seinem Team die Klasse zu halten.
Im Jahr 2005 wechselte er nach Italien, um dort für die SG Bruneck zu spielen. Allerdings kehrte er nur wenige Monate später zurück in sein Heimatland Schweden und unterschrieb einen Vertrag beim Skellefteå AIK. Für den italienischen Klub SG Bruneck absolvierte er lediglich 20 Partien und konnte dabei sieben Mal punkten. In der Saison 2008/09 stand er bei Leksands IF in der HockeyAllsvenskan unter Vertrag. In den folgenden beiden Jahren spielte er jeweils eine Spielzeit lang für die Zweitligisten IF Björklöven und Malmö Redhawks. Seither ist er vereinslos.